# Mecklenburgische (Versicherung)

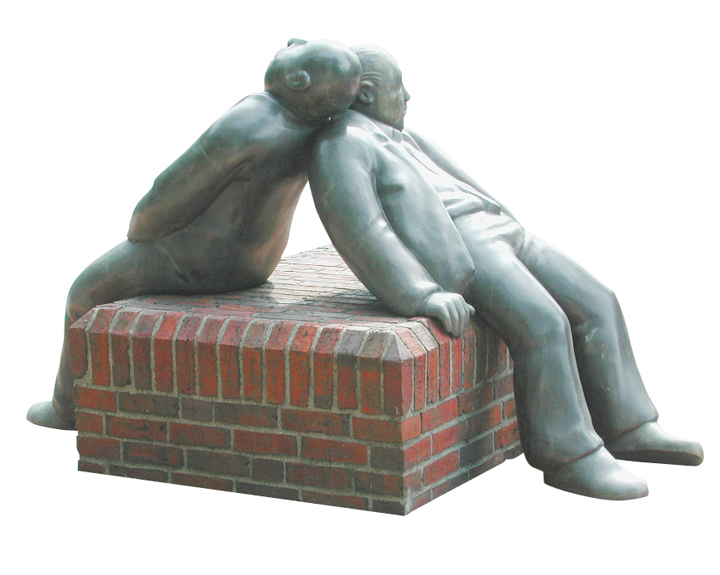
Skulptur "Gegenseitigkeit" von Ulrike Enders

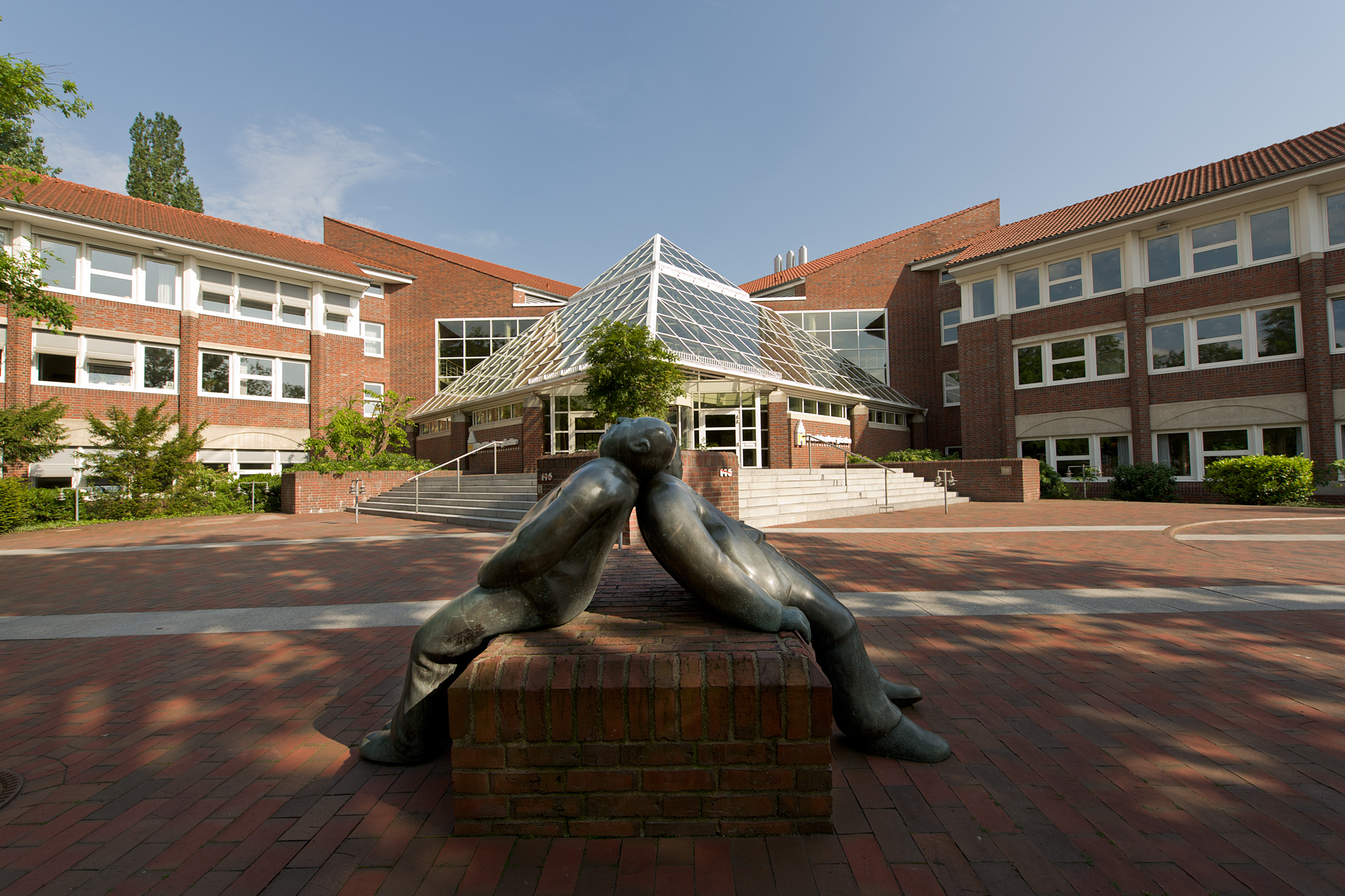
Direktionsgebäude in Hannover-Kleefeld

Die Mecklenburgische Versicherungs-Gesellschaft auf Gegenseitigkeit ist ein deutsches Versicherungsunternehmen mit Sitz in der niedersächsischen Landeshauptstadt Hannover. Sie ist die älteste deutsche private Versicherungsgesellschaft mit überregionalem Geschäftsbetrieb. Das Angebot der Mecklenburgischen Versicherungsgruppe umfasst ein breites Spektrum an Schaden- und Personenversicherungen für Privatpersonen sowie gewerbliche und landwirtschaftliche Betriebe. Der Vorsitzende des Aufsichtsrats ist Thomas Flemming.

## Unternehmensstruktur
Die Versicherungsgruppe besteht aus 
- Mecklenburgische Versicherungs-Gesellschaft auf Gegenseitigkeit
- Mecklenburgische Lebensversicherungs-Aktiengesellschaft
- Mecklenburgische Krankenversicherungs-Aktiengesellschaft

Die Mecklenburgische ist flächendeckend in Deutschland vertreten: 24 Bezirksdirektionen und zwei Vertriebsbüros bundesweit unterstützen die etwa 800 hauptberuflichen Agenturen vor Ort. Dabei konzentriert sich das Unternehmen auf die Ausschließlichkeitsorganisation als einzigen Vertriebsweg. 

## Unternehmensziele
Wichtigste Unternehmensziele sind die Versorgung der Vereinsmitglieder mit umfassendem Versicherungsschutz, die Wahrung der Eigenständigkeit als unabhängige Versicherungsgruppe, die Beibehaltung der Rechtsform des Versicherungsvereins auf Gegenseitigkeit und das Festhalten am Ausschließlichkeitsvertrieb als unerlässlichem Bindeglied zwischen der Mecklenburgischen und ihren Kunden.

## Firmengeschichte

### Bis 1945
Am 2. März 1797 wurde die Mecklenburgische in Neubrandenburg unter dem Namen Hagelschadens-Assekuranz-Gesellschaft in den Mecklenburgischen Landen gegründet. Ab 1799 durften auch Nicht-Mecklenburger in die Versicherung aufgenommen werden. Das eröffnete der Gesellschaft den Weg zu einer überregionalen Tätigkeit. 
1801 nahm die Mobiliar-Brand-Versicherungs-Gesellschaft den Geschäftsbetrieb auf. Durch die Einführung von Direktorialbezirken schuf die Gesellschaft eine flächendeckende Repräsentanz. 
1862 beschloss die Generalversammlung die Gründung einer Immobiliar-Brand-Versicherungs-Gesellschaft. Weiterhin wurden die Einbruchdiebstahl-, Beraubungs- und Leitungswasserschadenversicherung und die Kombinierte Hausratversicherung aufgenommen. Im Juni 1942 fand die vorläufig letzte Hauptversammlung in Neubrandenburg statt. Die „Verordnung über die Einschränkung von Mitgliederversammlungen“ untersagte im folgenden Jahr ihr Zusammentreten für die Dauer des Krieges. 

### Ab 1945
In Neubrandenburg brannte das Geschäftsgebäude 1945 nach Brandlegung durch sowjetische Soldaten nieder. Ab Juni 1945 wurde der Versicherungsbetrieb von Hannover aus organisiert. 1946 wurden die Rest-Bestände der Landwirtschaftlichen Versicherungsgesellschaft zu Greifswald und der Schwedter Hagel- und Feuer-Versicherungs-Gesellschaft übernommen.
1971 wurde die Mecklenburgische Lebensversicherungs-Aktiengesellschaft gegründet, ein Jahr später die Mecklenburgische Rechtsschutz Versicherungs-Aktiengesellschaft, die zum 1. Januar 1999 mit der Mecklenburgischen Versicherungs-Gesellschaft auf Gegenseitigkeit verschmolzen wurde. 1989 wurde die Mecklenburgische Vermittlungs-GmbH für die Vermittlung von Versicherungssparten, die von der ME-Gruppe nicht vertrieben werden, gegründet, im Jahr 2000 die Mecklenburgische Krankenversicherungs-Aktiengesellschaft.

### Heute
Das Unternehmen ist mit 22 Bezirksdirektionen und 2 Vertriebsbüros im Bundesgebiet vertreten:
Bezirksdirektionen in Bielefeld, Bremen, Darmstadt, Dortmund, Dresden, Erfurt, Gießen, Hannover, Heilbronn, Kassel, Kiel, Köln, Leipzig, Lübeck, Lüneburg, Magdeburg, München, Neubrandenburg, Potsdam, Rostock, Schwerin, Würzburg, sowie den Vertriebsbüros in Freiburg und Passau.

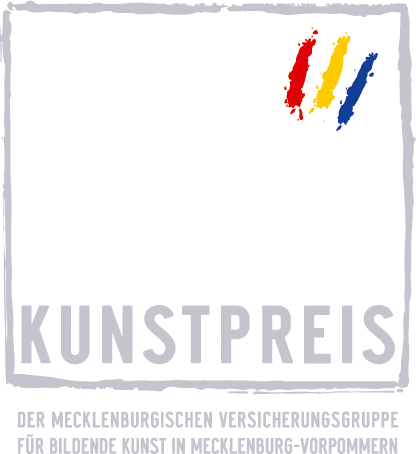
Kunstpreis der Mecklenburgischen Versicherungsgruppe für Bildende Kunst in Mecklenburg-Vorpommern, in Zusammenarbeit mit der Kunstsammlung Neubrandenburg

## Kunstpreis
Seit 2006 stiftet die Mecklenburgische Versicherungsgruppe einen Kunstpreis für Bildende Kunst in Mecklenburg-Vorpommern. Der Preis ist mit insgesamt jeweils 10.000 Euro dotiert und wird alle zwei Jahre wiederkehrend verliehen. Schirmherr dieses Kunstpreises ist der international anerkannte Künstler Günther Uecker. Die bisherigen Preisträger waren:
- 2006 Miro Zahra
- 2008 Tanja Zimmermann
- 2010 Bernd Engler
- 2012 Gudrun Poetzsch
- 2014 Ruzica Zajec
- 2016 Anne Sewcz
- 2018 Sarah Fischer
- 2021 Reinhard Buch